# Molde HK
Molde HK (vollständiger Name: Molde Håndballklubb, deutsch: Handballklub Molde) ist ein Handballverein aus Molde in Norwegen. Die erste Frauenmannschaft des Vereins spielt unter dem Namen Molde Elite (bis 2021: Molde HK Elite) in der höchsten norwegischen Liga, der REMA 1000-ligaen.

## Molde HK
Der Handballklub wurde am 20. Januar 1961 gegründet. Die Vereinsfarben sind rot und schwarz. Im Verein wird Handball für Frauen und Männer angeboten.
Stian Vatne begann das Handballspiel bei Molde HK.

## Molde Elite
Das Team Molde HK Elite wurde am 23. Mai 2015 gegründet. Die Vereinsfarbe ist blau. Seit 2021 spielt die Mannschaft als Molde Elite.
International spielte Molde Elite in der EHF European League.

## Belege
1. ↑  www.handball.no, abgerufen am 8. September 2022
2. ↑  www.moldehk.no/, abgerufen am 8. September 2022
3. ↑  www.handball.no, abgerufen am 8. September 2022